# Udzikowo
Udzikowo (niem. Udzikau, od 1938 Mertinsfelde) – dawna wieś w Polsce położona w województwie warmińsko-mazurskim, w powiecie ostródzkim, w gminie Grunwald. 
Wieś w pierwszej połowie XX w. zintegrowała się z Marcinkowem i nazwa wyszła z użycia. Obecnie jest to nieużywana nazwa części wsi Marcinkowo.
Wieś położona na północny zachód od Frygnowa i na północny wschód od Marcinkowa.
W czasach krzyżackich wieś pojawia się w dokumentach w roku 1368, podlegała pod komturię w Dąbrównie, były to dobra rycerskie.
W 1789 majątek szlachecki z 5 budynkami, należący do powiatu nidzickim i obwodu w Dąbrównie oraz parafii ewangelickiej we Frygnowie.
W 1821 miejscowość obejmowała 6 budynków i 28 mieszkańców.
W 1856 miejscowość zamieszkana przez 56 osób. W 1871 było tu 5 budynków i 34 mieszkańców (29 ewangelików i 5 katolików).
W 1874 miejscowość weszła w skład obwodu Frygnowo. 6 maja 1878 obszar dworski Udzikowo został połączony z obszarem dworskim Marcinkowo w nową gminę wiejską Marcinkowo.
w 1879 miejscowość wymieniona w słowniku Wojciecha Kętrzyńskiego Nazwy miejscowe polskie Prus Zachodnich, Wschodnich i Pomorza wraz z przezwiskami niemieckiemi.
W 1910 określana jako majątek, zamieszkany przez 58 mieszkańców.
Miejscowość zaznaczana była na mapach z 1938 r.. W roku tym otrzymała nową nazwę Mertinsfelde, nawiązującą do nazwy sąsiedniego Marcinkowa (Mertinsdorf)). 
Serwisy genealogiczne notują mieszkańców Udzikowa w XVIII i XIX wieku. Księgi wieczyste dla miejscowości z lat 1881-1908 znajdują się w olsztyńskim Archiwum Państwowym.